# District Jelgava
Het district Jelgava (Jelgavas rajons) is een voormalig district in het zuiden van Letland, in de Letse historische regio Semgallen.
Het bestuurscentrum Jelgava behoorde niet tot het district, maar was een zelfstandig stadsdistrict (lielpilsētas).
Het district werd opgeheven bij de administratief-territoriale herziening in 2009. Bij opheffing telde het district 37.000 inwoners; het had een grootte van 2567 km².
Bij de opheffing zijn op het gebied van het district de volgende gemeenten gevormd:
- Jelgavas novads
- Ozolnieku novads